# Мартынов, Иван Иванович
Ива́н Ива́нович Марты́нов (1771[…], Переволочна, Полтавский полк — 20 октября [1 ноября] 1833 или 1 ноября 1833, Санкт-Петербург) — русский филолог и ботаник, переводчик, педагог. Член Российской академии (1807). Реформатор системы народного образования Российской империи, автор Цензурного устава 1804 года, издатель журналов «Муза» (1796), «Северный вестник» (1804—1805) и «Лицей» (1806).

## Биография
Родился в 1771 году в Переволочне Полтавской губернии в семье священника. Учился в Полтавской славянской семинарии (до 1788 года), затем в Александро-Невской семинарии (1788—1792). После окончания семинарии был учителем греческого языка, затем латинской грамматики, поэзии и риторики, потом перешёл на службу в канцелярию коллегии иностранных дел. В 1796 году начал издавать журнал «Муза», с которым сотрудничали Гавриил Державин, Михаил Сперанский, Львовы, Пётр Словцов и другие.
В 1797 году Мартынов был назначен учителем русского языка и географии в Смольном институте. По поручению Николая Новосильцева и Александра Строганова сделал много переводов. С 24 января 1803 по 17 февраля 1817 года был директором канцелярии департамента Министерства народного просвещения «по именному высочайшему повелению». Содействовал учреждению Педагогического института (где читал лекции по эстетике) и многих других учебных заведений. Участвовал в разработке уставов Дерптского, Московского, Казанского, Харьковского университетов, правил для Санкт-Петербургского Педагогического института.
В 1804—1805 годах он издавал журнал «Северный вестник», в 1806 году — журнал «Лицей». В 1806 году им написан устав цензуры. В 1823—1829 годах Мартынов издал 26 томов переводов греческих классиков Софокла, Гомера, Геродота, Пиндара и других. Перевод каждого классика снабжён обширными историко-филологическими объяснениями. Стихи были переведены прозой, за исключением Анакреона, переданного белыми стихами.
Однако важнейшим вкладом в науку, сделанным Иваном Мартыновым, был опубликованный в 1820 году словарь ботанической терминологии и номенклатуры. В словаре была использована латинская и русская терминология, созданная на основе французской. Когда его книга «Техно-ботанический словарь» была переиздана в 1990 году, и была признана важность его работы, ботаники-систематики Руурд Хугленд и Джеймс Ревил сообщили об изменении авторства некоторых наименований таксонов высокого ранга в пользу Мартынова.
Умер 20 октября (1 ноября) 1833 года в чине действительного статского советника. Был похоронен на Смоленском православном кладбище (вместе с дочерью Надеждой Звенигородской и сыном Константином Мартыновым) (могила утрачена).

## Работы
- Записки И. И. Мартынова // Памятники новой русской истории. — СПб.: Тип. Майкова, 1872. — Т. 2. — С. 68–182 (паг. 2).
- Свод сокращенной русской грамматики г-на Востокова и начальных правил русской грамматики г-на Греча, сделанный Иваном Мартыновым, с присовокуплением его сочинений: 1) О словорасположении вообще и свойственном русскому языку в частности; 2) Игра согласных букв в словопроизводстве; 3) Опыт разбора грамматического и 4) Опыт разбора стихотворческого и риторического. — Санктпетербург: в типографии Департамента народного просвещения, 1832. — [8], 231 с.
- Словарь родовых имен растений с переводом на российский язык, означением их происхождения, класса, к коему каждый род принадлежит, и числа известных пород каждого растения по показаниям Персона и Штейделя, составленный Иваном Мартыновым. — Санкт-Петербург: тип. Деп. нар. прос., 1826. — 191 с.
- Техно-ботанический словарь, на латинском и российском языках / Составленный Иваном Мартыновым. — В Санктпетербурге: Печатано в типографии Императорской Российской академии, 1820. — [6], VI, 682, [4] с.

## Семейства растений, описанные Мартыновым
- Andropogonaceae Martinov Tekhno-Bot. Slovar (dup.) 28. 1820 (3 августа 1820)
- Avenaceae Martinov Tekhno-Bot. Slovar (dup.) 60. 1820 (3 августа 1820)
- Lamiaceae Martinov, nom. cons. Tekhno-Bot. Slovar 355. 1820 (3 августа 1820)
- Prunaceae Martinov Tekhno-Bot. Slovar 511. 1820. (3 августа 1820)[9]
- Zingiberaceae Martinov, nom. cons. Tekhno-Bot. Slovar 682. 1820 (3 августа 1820)